# CW 311

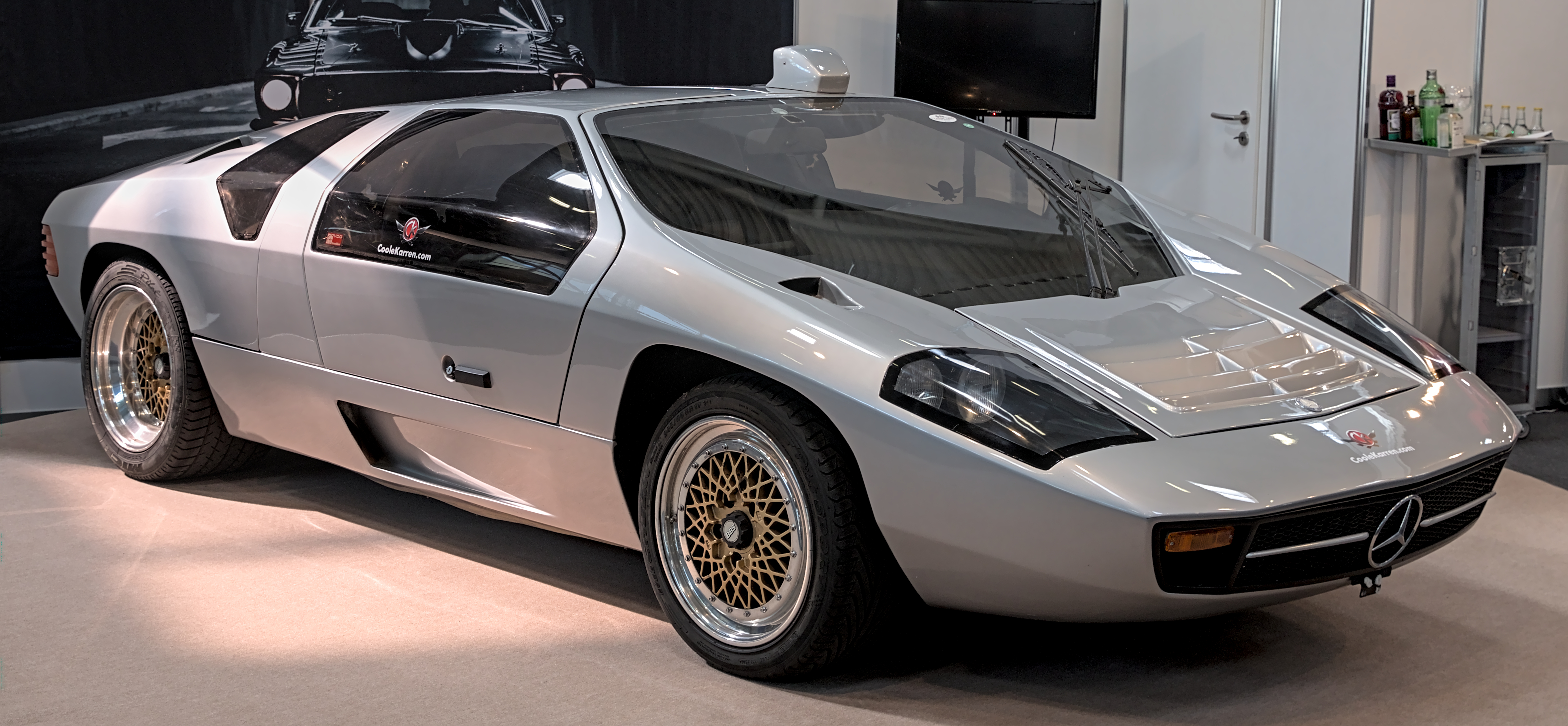
Nachfolgemodell Isdera Imperator mit Mercedes-Benz-Stern

Der CW 311 (auch BB-Mercedes CW 311) ist eine 1978 vorgestellte Supersportwagenstudie der bb Auto Exclusiv Service KG aus Frankfurt.

## Entwicklung/Produktion
Eberhard Schulz, damals Entwickler bei Porsche, und späterer Gründer der Marke Isdera, hatte in den 1970er-Jahren eine Vorstellung von einem Nachfolger des Mercedes-Benz 300 SL. Als Partner fand er den Tuner Rainer Buchmann von bb Auto Exklusiv Service. Gemeinsam entwickelten sie den auf Mercedes-Benz- und Porsche-Teilen basierenden CW 311 (der Name ergab sich durch den cw-Wert von 0,311). Die Entwicklungszeit dauerte von 1972 bis 1978 und endete mit der Vorstellung des Prototyps im Jahr 1978, der unter dem B+B-Markenzeichen der Öffentlichkeit vorgestellt wurde. Den Mercedes-Benz-Stern setzten sie auf das Auto, ohne beim Hersteller um Erlaubnis zu fragen; in Anbetracht der großen Publicity verzichtete Daimler-Benz jedoch auf Sanktionen. Damit ist der CW 311 der einzige außerhalb von Daimler-Benz entwickelte Wagen, der einen Stern tragen darf. Der Wagen trug darüber hinaus den großen Schriftzug B+B. Er blieb ein voll fahrtaugliches Einzelstück, das 1978 die TÜV-Abnahme erhielt.
Das Fahrzeug ist im Kinofilm Car-napping – bestellt – geklaut – geliefert von 1980 zu sehen. Einige Filmszenen entstanden auf dem Salzburgring und wurden während der Testfahrten gedreht, bei denen unter anderem Niki Lauda am Steuer saß.
Auf Basis dieser Studie bauten die späteren Isdera-Fahrzeuge auf. Einige sehen dem Original sehr ähnlich und werden von Betrachtern häufig mit dem Prototyp verwechselt. Die Studie wurde schließlich an den Sultan von Brunei verkauft. Die später gebauten Fahrzeuge wurden ab 1983 als Isdera Imperator 108i vorgestellt.
Der CW 311 wurde weiß lackiert, wobei der Perlglanzlack selbst eine Neuheit von Merck war. Erst Jahre später wurden die neuartigen Perlglanzpigmente in der Serienproduktion in größerem Umfang eingesetzt, sodass der CW 311 auf diesem Gebiet ein Pionier war.

## Technik
Die Karosserie des CW 311 besteht aus glasfaserverstärktem Kunststoff auf einem Gitterrohrrahmen.
Als Antrieb wählten die beiden Entwickler einen von AMG überarbeiteten Mercedes-Benz-M-100-Motor aus dem Mercedes-Benz 600. Der 6,8 Liter große Achtzylinder wurde auf eine Leistung von 375 PS (276 kW) bei 5200 min−1 gebracht und hinter den Sitzen eingebaut. Der Motor hatte ein Drehmoment von 580 Nm bei einer Drehzahl von 3000 min−1. Die Endrohre der Auspuffanlage mündeten vor dem linken Hinterrad.
Die Scheinwerfer des Wagens waren mit in Wagenfarbe lackierten Abdeckungen versehen. Um die Scheinwerfer zu verwenden, mussten die Abdeckungen abgenommen werden. Sie wurden später noch einmal überarbeitet und aus einem Material gefertigt, das trotz der Lackierung in Wagenfarbe so weit durchscheinend war, dass die Lichthupe bei geschlossenen Abdeckungen betätigt werden konnte. Für eine Nachtfahrt mussten sie auch weiterhin entfernt werden. Der Wagen war ursprünglich weiß lackiert mit schwarzem B+B-Schriftzug.
Die Fronthaube war beim abgestellten Fahrzeug geschlossen. Bei Fahrtantritt senkte sie sich ab und gab die Belüftung des Kühlers frei. Auch sorgte die durchströmende Luft für mehr Abtrieb auf der Vorderachse. Diese Konstruktion hatte nur der Prototyp. Sie wurde bei den späteren Isdera-Fahrzeugen so nicht mehr verwendet. Der Wagen hatte Flügeltüren, wobei die Dachstücke der Flügeltüren herausnehmbar waren, sodass nur tragende Teile stehen blieben.
Der CW-311-Prototyp hatte einen anderen Radstand und war kleiner als seine Nachfolger von Isdera. Sie wurden länger bzw. größer gemacht, um Platz zu schaffen, damit zukünftig verschiedene Motoren verwendet werden konnten und auch große Insassen bequem Platz fanden.

## Fahrleistungen
Das Ziel von Schulz war es, die 300-km/h-Grenze zu brechen, was nach Angaben der Erbauer gelang. Die angegebene Höchstgeschwindigkeit von 320 km/h wurde nie bestätigt.  Für den Sprint auf 100 km/h benötigte der CW 311 4,8 Sekunden, nach 12,7 Sekunden war Tempo 200 erreicht.